# Trichophyton kuryangei
Trichophyton kuryangei är en svampart som beskrevs av Vanbreus. & S.A. Rosenthal 1961. Trichophyton kuryangei ingår i släktet Trichophyton och familjen Arthrodermataceae.   Inga underarter finns listade i Catalogue of Life.